# Петролеро
«Петроле́ро» (исп. Club Atletico Petrolero del Gran Chaco) — боливийский футбольный клуб из города Якуиба, в настоящий момент выступающий в лиге Насьональ В, второй по силе боливийской футбольной лиге.

## История
«Петролеро» был основан 4 сентября 2000 года. До августа 2015 года домашние матчи проводила на стадионе «Провинсиаль де Якуиба», вмещающем 4 тыс. зрителей. С 2015 года выступает на Олимпийском стадионе, который вмещает 28 тыс. зрителей.
В высшем дивизионе Боливии «Петролеро» дебютировал в 2012 году, завоевав это право благодаря победе в лиге Насьональ B в сезоне 2011/12. Однако по итогам следующего сезона команда заняла предпоследнее место в Примере и возвратилась в Сегунду.

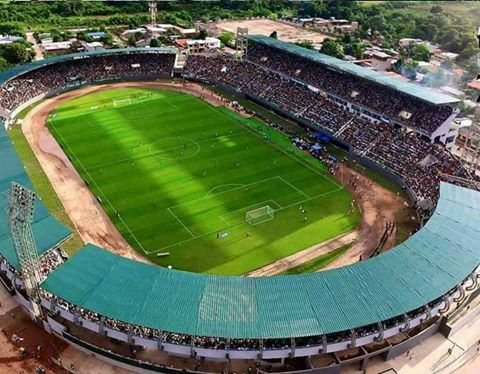
Стадион Овидио Месса Соруцо.

В сезоне 2013/14 команда заняла во втором эшелоне второе место и по итогам трёх стыковых матчей против «Ауроры» (1:1; 1:1; 1:1, пен. 4:3) вернулась в Профессиональный дивизион.

## Достижения
- Победитель лиги Насьональ B (1): 2011/12